# 泽野大地
泽野大地（日语：／ Sawano Daichi，1980年9月16日—），日本男子撑杆跳高运动员。他曾获得2006年亚洲运动会男子撑杆跳高金牌和2014年亚洲运动会男子撑杆跳高银牌。